# Inequivocabilmente tu
Inequivocabilmente tu è un singolo di Annalisa Minetti pubblicato nel 2000 per la Sony Music/NAR International.

## Descrizione
Il brano è il terzo singolo estratto dall'album Qualcosa di più. La canzone Inequivocabilmente tu è stata scritta per il testo da Stefano D'Orazio e per la musica da Dodi Battaglia e Fio Zanotti.

## Tracce
1. Inequivocabilmente tu – 4:19 (testo: Stefano D'Orazio – musica: Dodi Battaglia, Fio Zanotti)